# Альянс за европейскую интеграцию
Альянс за европейскую интеграцию (рум. Alianța pentru Integrare Europeană) — политическая коалиция трёх центристских и правоцентристских партий в Республике Молдова. Сформировав коалицию, Либерал-демократическая партия Молдовы, Демократическая партия Молдовы, Либеральная партия и Альянс «Наша Молдова» сумели победить на парламентских выборах 29 июля 2009 года. На парламентских выборах 28 ноября 2010 года Альянс одержал вторую победу подряд, хотя в парламент не прошёл Альянс «Наша Молдова», который позже вышел из состава коалиции.

## Члены альянса

### Альянс за европейскую интеграцию I
Соглашение о создании коалиции Альянс за европейскую интеграцию I было подписано 8 августа 2009 года Владимиром Филатом, Михаем Гимпу, Марианом Лупу и Серафимом Урекяном. Лидеры партий, вошедших в альянс, заняли ключевые должности в государстве: лидер ЛДПМ Владимир Филат стал премьер-министром, председатель ЛП Михай Гимпу был избран председателем парламента и исполняющим обязанности Президента, лидер ДПМ Мариан Лупу стал кандидатом АЕИ на должность Президента, однако не был избран из-за нехватки голосов, лидер АНМ Серафим Урекян стал первым заместителем председателя парламента. 
- Либерал-демократическая партия Молдовы — либерально-демократическая, правоцентристская
- Демократическая партия Молдовы —  социал-демократическая, центристская
- Либеральная партия — либеральная, правая
- Альянс «Наша Молдова» — социал-либеральная, правоцентристская (до 2010 года)

### Альянс за европейскую интеграцию II
После парламентских выборов 28 ноября 2010 года в течение месяца Демократическая партия Молдовы вела параллельные переговоры с Партией коммунистов Республики Молдова с одной стороны и Либерал-демократической партией Молдовы и Либеральной партии с другой. В результате переговоров 30 декабря 2010 года лидеры ЛДПМ, ДПМ и ЛП подписали соглашение о Альянсе за европейскую интеграцию II. Владимир Филат вновь был утверждён в должности премьер-министра, Мариан Лупу был избран на должность председателя парламента и и.о. президента. Коалиция прекратила своё существование 13 февраля 2013 года, после того, как лидер либерал-демократов Владимир Филат заявил, что руководимая им партия выходит из Соглашения о создании АЕИ. 5 марта 2013 года правительство Филата было отправлено в отставку голосами 54 депутатов ПКРМ, ДПМ, ПСРМ и 2 неприсоединившимися депутатами.
- Либерал-демократическая партия Молдовы — либерально-демократическая, правоцентристская
- Демократическая партия Молдовы —  социал-демократическая, центристская
- Либеральная партия — либеральная, правая

## Выборы 29 июля 2009 года
- Либерал-демократическая партия Молдовы — получила 18 мест (16,57% голосов).
- Демократическая партия Молдовы — 13 мест (12,54%).
- Либеральная партия — 15 мест (14,68%).
- Альянс «Наша Молдова» — 7 мест (7,35%).

Всего АЕИ получил 53 места из 101 в парламенте.

## Выборы 28 ноября 2010 года
- Либерал-демократическая партия Молдовы — получила 32 места (29,42% голосов).
- Демократическая партия Молдовы — 15 мест (12,70%).
- Либеральная партия — 12 мест (9,96%).
- Альянс «Наша Молдова» — не преодолел избирательный барьер (2,05%).

Всего АЕИ получил 59 мест из 101 в парламенте.